# Elaphoglossum casanense
Elaphoglossum casanense är en träjonväxtart som beskrevs av Eduard Rosenstock. Elaphoglossum casanense ingår i släktet Elaphoglossum och familjen Dryopteridaceae. Inga underarter finns listade.